# Paulo Oliveira
Paulo André Rodrigues de Oliveira (Vila Nova de Famalicão, 8 januari 1992) - alias Paulo Oliveira - is een Portugees voetballer die doorgaans als centrale verdediger speelt. Sinds de jaargang 2021/22 speelt hij voor SC Braga, een club uit de Portugese hoofdklasse. 

## Carrière

### Clublevel
Paulo Oliveira startte met voetballen bij FC Famalicão. Op 13-jarige leeftijd stapte hij over naar de jeugd van Vitória SC. Dat verhuurde hem gedurende het seizoen 2011/12 aan Penafiel, dat op dat moment in de Segunda Liga uitkwam. Hier maakte hij zijn debuut in het profvoetbal. In juli 2012 keerde Paulo Oliveira terug naar Vitória SC. Het daaropvolgende seizoen speelde hij achttien wedstrijden voor de hoofdmacht van Vitória en twintig wedstrijden voor Vitória B, het tweede team van de Noord-Portugese club. Hij behaalde dat seizoen ook zijn eerste trofee. Hij speelde vier wedstrijden in de bekercampagne van het team. Hij kwam ook in actie in de met 1-2 gewonnen finale tegen SL Benfica. 
Na nog een seizoen in de kleuren van Vitória gespeeld te hebben werd op 19 mei 2014 zijn transfer naar Sporting Lissabon aangekondigd. Hij tekende er een contract voor vijf jaar. Bij de ploeg uit de hoofdstad was hij, op zijn eerste seizoen na, nooit onbetwist titularis. Uiteindelijk ruilde hij na drie seizoenen Sporting in voor het Spaanse SD Eibar dat 3,5 miljoen euro voor het neertelde. In het seizoen 2020/21 degradeerde Eibar uit de Primera División. Hierop trok Oliveira transfervrij terug naar zijn thuisland. Hij tekende bij SC Braga. 

### Internationaal
Paulo Oliveira kwam uit voor diverse Portugese nationale jeugdselecties. Zo maakte hij ook deel uit van de selectie onder de 21 jaar die in 2015 vice-Europees kampioen werden. Datzelfde jaar debuteerde hij ook voor het Portugees voetbalelftal. Op 31 maart viel hij vijf minuten in tegen Kaapverdië. Tot op heden was dit de enige interland die hij speelde op het hoogste niveau. 

## Erelijst
| Competitie             |            |            |            |            |
| Competitie             | Aantal     | Jaren      |            |            |
| Vitória SC             | Vitória SC | Vitória SC | Vitória SC | Vitória SC |
| ---------------------- | ---------- | ---------- | ---------- | ---------- |
| Portugese voetbalbeker | 1x         | 2012/2013  |            |            |
| Sporting Lissabon      |            |            |            |            |
| Portugese voetbalbeker | 1x         | 2014/2015  |            |            |
| Portugese supercup     | 1x         | 2015       |            |            |
| SC Braga               |            |            |            |            |
| Taça da Liga           | 2x         | 2023/24    |            |            |

2 Gómez ·
3 Bambu ·
4 Niakaté ·
6 Carvalho ·
7 Bruma ·
8 Moutinho ·
9 El Ouazzani ·
10 A. Horta ·
11 Fernandes ·
12 Sá ·
13 Ferreira ·
15 Oliveira ·
16 Zalazar ·
19 Marín ·
20 Gharbi ·
21 R. Horta  ·
22 Helguera ·
25 Ribeiro ·
26 Arrey-Mbi ·
27 Guitane ·
29 Gorby ·
33 Marques ·
77 Martínez ·
90 Fernández ·
91 Horníček ·
Coach: Carvalhal
· Keeperstrainer: Carvalho